# Посадников Остров
Посадников Остров — село в Кусинском сельском поселении Киришского района Ленинградской области.

## История
Деревня Большой или Посадников Остров, состоящая из 51 крестьянского двора и смежная с ней деревня Малый Остров из 24 дворов, упоминаются на карте Санкт-Петербургской губернии Ф. Ф. Шуберта 1834 года.

БОЛЬШОЙ ПОСАДНИКОВ ОСТРОВ — деревня принадлежит коллежскому советнику Лахматову и гвардии поручику Гордееву, число жителей по ревизии: 145 м. п., 157 ж. п.

МАЛЫЙ ПОСАДНИКОВ ОСТРОВ — деревня принадлежит малолетним господам Полторацким, число жителей по ревизии: 56 м. п., 53 ж. п. (1838 год)

Деревни Большой Посадников Остров из 31 двора и Малый Остров из 24, отмечены на карте профессора С. С. Куторги 1852 года.

БОЛЬШОЙ ПОСАДНИКОВ ОСТРОВ — деревня разных владельцев по просёлочной дороге, число дворов — 56, число душ — 142 м. п.

МАЛОЙ ПОСАДНИКОВ ОСТРОВ — деревня госпожи Сульменевой по просёлочной дороге, число дворов — 26, число душ — 66 м. п.(1856 год)

БОЛЬШОЙ ПОСАДНИКОВ ОСТРОВ — деревня владельческая при колодцах, число дворов — 60, число жителей: 169 м. п., 177 ж. п.; Часовня православная.

МАЛЫЙ ПОСАДНИКОВ ОСТРОВ — деревня владельческая при колодцах, число дворов — 26, число жителей: 74 м. п., 86 ж. п.; Часовня православная.

СУЛЬМЕНЕВОЙ — мыза владельческая при колодцах, число дворов — 1, число жителей: 1 м. п.
. (1862 год)

В 1867—1875 годах временнообязанные крестьяне деревни Большой Посадников Остров выкупили свои земельные наделы у Н. И. и В. Я. Стромиловых и стали собственниками земли.
В 1872—1875 годах временнообязанные крестьяне деревни Большой Посадников Остров выкупили наделы у Н. К. и Е. К. Люце.
В 1877 году временнообязанные крестьяне деревни Посадников Остров выкупили наделы у князя Н. П. Мышецкого.
В 1879 году временнообязанные крестьяне деревни Большой Посадников Остров выкупили наделы у Е. М., М. Я., О. К. и О. К. Лахматовых.
В 1885 году временнообязанные крестьяне деревни Посадников Остров выкупили земельные наделы у князя В. Я. Стромилова.
Сборник Центрального статистического комитета описывал селение так:

ПОСАДНИКОВ ОСТРОВ — село бывшее владельческое, дворов — 62, жителей — 298; Церковь православная, школа, лавка. 

МАЛЫЙ ПОСАДНИКОВ ОСТРОВ — деревня бывшая владельческая, дворов — 34, жителей — 158; Часовня, лавка. (1885 год)

Согласно материалам по статистике народного хозяйства Новоладожского уезда 1891 года, одно из имений при селении Посадников Остров площадью 410 десятин принадлежало вдове и детям полковника Е. М. Лахматова, второе имение площадью 110 десятин принадлежало генерал-майору И. П. Пряженцеву, имения были приобретены до 1868 года. Одна из пустошей при селении Посадников Остров площадью 544 десятины принадлежала местному крестьянину С. С. Семёнову, пустошь была приобретена им частями в 1874, 1881 и 1882 годах за 2608 рублей; вторая пустошь под названием Ольховец, площадью 1334 десятины, принадлежала крестьянину Костромской губернии Ф. А. Шалаеву, пустошь была куплена в 1886 году за 5000 рублей; третья пустошь при селении Посадников Остров под названием Ольховец площадью 22 десятины принадлежала дворянину В. Я. Стромилову и капитан-лейтенанту Н. Я. Стромилову; четвёртая пустошь при селении Посадников Остров под названием Дружево, площадью 2973 десятины, принадлежала жене генерал-майора А. К. Сульменевой, пустоши были приобретены до 1868 года.
Согласно епархиальным сведениям 1899 года Большой Посадников Остров и Малый Посадников Остров относились к приходу церкви Рождества Богородицы Солецкого погоста.
В конце XIX — начале XX века селение административно относилось к Солецкой волости 5-го земского участка 1-го стана Новоладожского уезда Санкт-Петербургской губернии.
По данным «Памятной книжки Санкт-Петербургской губернии» за 1905 год селение состояло из двух частей: село Большой-Посадников-Остров и деревня Малый-Посадников-Остров, которые образовывали Посадниковское сельское общество.
- Село Посадников Остров на карте 1915 года

Согласно карте Петроградской и Новгородской губерний 1915 года село состояло из двух частей: Большой Посадников Остров и Малый Остров. В селе находились две часовни и восемь ветряных мельниц.
С 1917 по 1923 год деревня Посадников Остров входила в состав Посадниковского сельсовета Солецкой волости Новоладожского уезда.
С 1923 года в составе Тигодской волости Волховского уезда.
Согласно данным переписи населения СССР 1926 года в деревне Посадников Остров Посадниковского сельсовета Тигодской волости Волховского уезда проживали 684 человека — большинство русские, а также татары и немцы.
С февраля 1927 года в составе Глажевской волости. С августа 1927 года в составе Андреевского района.
В 1928 году население деревни Посадников Остров также составляло 684 человека.
С 1931 года в составе Киришского района.
Согласно карте Ленинградской области Северо-западного аэрогеодезического треста ГГУ издания 1932 года село Посадников Остров насчитывало 56 крестьянских дворов. В селе находилась почта и ветряная мельница.
По данным 1933 года село Посадников Остров являлось административным центром Посадниковского сельсовета, в который входили 2 населённых пункта: деревня Ларионов Остров и село Посадников Остров, общей численностью населения 1258 человек.
По данным 1936 года в состав Посадниковского сельсовета входили 6 населённых пунктов, 252 хозяйства и 3 колхоза.
- План села Посадников Остров. 1937 год

Согласно топографической карте РККА 1937 года село насчитывало 132 крестьянских двора. В селе находились школа и сельсовет, к северу от села — ветряная мельница.
Согласно данным переписи населения СССР 1939 года в деревне Посадников Остров проживали 240 мужчин и 259 женщин, всего 499 человек.
С 1963 года в составе Волховского района.
С 1965 года вновь составе Киришского района. В 1965 году население деревни Посадников Остров составляло 205 человек.
По данным 1966 и 1973 годов село Посадников Остров входило в состав Турского сельсовета.
По данным 1990 года село Посадников Остров входило в состав Кусинского сельсовета.
В 1997 году в селе Посадников Остров Кусинской волости проживали 52 человека, в 2002 году — 91 (русские — 86 %).
В 2007 году в селе Посадников Остров Кусинского СП проживали 30 человек, в 2010 году — 81.

## География
Село расположено в юго-западной части района у железнодорожной линии Мга — Будогощь, Санкт-Петербургского отделения Октябрьской железной дороги.
Село находится на автодороге 41К-568 (подъезд к селу Посадников Остров), к западу от автодороги 41А-006 (Зуево — Новая Ладога). Расстояние до административного центра поселения — 16 км.
Расстояние до ближайшей железнодорожной станции Посадниково — 5 км. Ближайший остановочный пункт — платформа 55 км.
Село находится на левом берегу реки Кусинка.

## Демография
| 1838 | 1862 | 1885 | 1928 | 1965 | 1997 | 2002 |
| ---- | ---- | ---- | ---- | ---- | ---- | ---- |
| 411  | ↗506 | ↘456 | ↗684 | ↘205 | ↘52  | ↗91  |
| 2007 | 2010 | 2017 |      |      |      |      |
| ↘30  | ↗81  | ↘25  |      |      |      |      |

### Национальный состав
Согласно данным Всероссийской переписи населения 2021 года в селе проживали 84 человека, из них:
 русские — 60, таджики — 20, украинцы — 3, белорусы — 1 человек.

## Религия
- Часовня Владимира равноапостольного, 2020 года постройки, деревянная, действующая[35]

## Фото
- Садоводство Посадников Остров
- Садоводство Посадников Остров
- Поле к северу от села

## Садоводства
Айсберг, Анкер, Аэрофлот-Кириши, Берёзка, Берёзка-3, Большевичка, Ветвузовец, Ветерок, Виктория, Водник, Восток, Вымпел, Геофизик, Глобус, Дорожник, Дружба-2, Дружба-3, Жилищник, Изобилие, Изумрудное, Кембрий, Корабел, Красный Ручей, Кристалл-Кириши, Ленгипротранс, Леноблстрой, Луч-1, Луч-2, Магистраль, Маяк, Меридиан, Метрополитен, Мечти и Надежда, Молния, Монтажник, Невское, Петроградец, Позитив-Кириши, Полисад, Посадников остров-10, Предпортовая, Програсс, Радуга, Рассвет, Реставратор, Ротор, Ручеёк, Свет, Связист, Север, Сигнал, Сигнал-2, Скороход-2, Содружество, Союз, Строитель, Строитель-3, Труд, Турист, Факел, Флора, Чайка, Шельф, Энергетик, Энергомашпроект.